# ボウリング・マガジン
『ボウリング・マガジン』 (BOWLING magazine) は、ベースボール・マガジン社が発行しているボウリング専門誌である。月刊。

## 沿革
1983年創刊。誌面ではボウリング大会の結果報告、ボウリングの知識、Pリーグの情報、海外のボウリング事情などを掲載している。
2019年4月号では桑田佳祐が旗振り役となって開催されたボウリング大会「KUWATA CUP 2019」の特集が掲載され、桑田が表紙に登場した。同誌でミュージシャンが表紙に登場するのは初となる。
2022年にはBSフジのテレビ番組「タイプライターズ〜物書きの世界〜」（2022年7月31日放送回）で取り上げられた。ボウリング・マガジン編集長の高橋早苗が出演し、業界の変遷や雑誌編集の裏側などを紹介した。番組では、編集部は編集長の一人体制で取材も校閲もすべて編集長が一人で行っていること、ボウリング専門誌は1950年代から起こったボウリングブームによって多くの会社から創刊されたが、1970年代にブームが去ると一気に衰退、『ボウリングマガジン』は元々別の会社で創刊されており廃刊寸前であったが、ボウリングの関係者の嘆願によりベースボール・マガジン社が誌名を引き継いで現在も出版していることなどが語られた。
2023年には同誌主催、日本ボウリング商工会協賛による「ボウリング・マガジンカップ2023」の開催が決定された。次世代を担うボウラーの育成およびボウリングの普及・振興を目的とし、小学生・中学生・高校生を対象としたチーム戦で、予選にはゲストとしてプロボウラーも参加する。7月16日に笹塚ボウルで開催され、YouTubeでライブ配信された。